# Pasodoble
Pasodoble er en tyrefægterinspireret dans, hvor herren fører damen, som hvis hun var den røde kappe.
Pasodoble kan lettest beskrives som tyrefægterens dans. Mange har fejlagtigt troet, at damen var tyren, men dette er helt forkert. Herren er den stolte matador, og damen hans røde kappe. Dansen symboliserer matadorens opvisningsdans efter tyrefægtningen. Han viser, hvordan han besejrede tyren med sit mod og sin kappe. 
Dansetrinnene er egentlig ikke svære, idet de fleste er gåtrin og chassétrin. Dansen er meget præcis og kraftigt betonet. 
Pasodoblen stammer fra Frankrig og er egentlig balletinspireret.